# Djurens Rätt
Djurens Rätt, tidigare Nordiska samfundet mot plågsamma djurförsök, är en partipolitiskt obunden ideell djurrättsorganisation. Med närmare 50 000 medlemmar, enligt organisationen, utgör de Sveriges största djurrätts- och djurskyddsorganisation.
Djurens Rätt är en medlemsorganisation med ett antal ideella lokalorganisationer runt om i Sverige och med juridiskt säte i Stockholm. Djurens Rätt arbetar globalt för att göra skillnad för de djur som är flest och har det sämst. Det är Djurens Rätts volontärer som tillsammans med anställd personal skapar den organisation som bedriver målinriktade kampanjer, företagssamarbeten och politiskt påverkansarbete. De arbetar för en värld där djur respekteras som kännande individer med rätt till sina egna liv.

## Historia
Organisationen bildades 7 oktober 1882 som Nordiska samfundet till bekämpande af det vetenskapliga djurplågeriet (senare Nordiska Samfundet Mot Plågsamma Djurförsök) och omfattade då även Norge och Danmark. Grundare var bland andra prinsessan Eugénie och Jacob Christopher Lembcke.
Efter första ordföranden A.L. Nordwalls död 1892 gick verksamheten tillbaka men föreningen återupplivades då C.L. Tenow år 1900 blev ordförande. Under hans och makan Elna Tenows ledning gick samfundet kraftigt framåt. Elna Tenow redigerade samfundets organ Medlemsbladet 1902-1909, från 1909 med namnet Djurens Rätt. År 1957 förenklas namnet till Nordiska samfundet till bekämpande av plågsamma djurförsök och 1970 ytterligare till Nordiska samfundet mot plågsamma djurförsök.
År 1964 bildade organisationen även en stiftelse, Nordiska samfundets stiftelse för vetenskaplig forskning utan djurförsök, vilken 1991 bytte namn till Stiftelsen forskning utan djurförsök och sedan 2008 heter Forska utan djurförsök.
Den 4 oktober 1999 bytte organisationen namn till Djurens Rätt. Under organisationens första 100 år var huvudfokus på djurförsöksfrågan. I mitten av 1970-talet breddades arbetet till att omfatta fler områden där djur utnyttjas.

## Filosofi, arbetsform och organisation
Djurens Rätt vill att ”alla kännande varelser ska få leva sitt liv utan förtryck, tvång eller utnyttjande”. Djurens Rätt menar att djur är individer med rätt till sina egna liv, förespråkar en vegansk livsstil och arbetar genom att informera allmänhet, företag och beslutsfattare om situationen för djuren som utnyttjas inom bland annat djurförsöksindustrin, pälsindustrin, livsmedelsindustrin, cirkusar och djurparker.
Djurens Rätt är uppbyggt enligt folkrörelsemodell med lokalorganisationer som bas och en riksstämma som högsta beslutande organ. Arbetet bedrivs framför allt av lokalorganisationernas aktiva medlemmar. De arbetar även inom etablerade samhällsorgan för att påverka utvecklingen, som till exempel i Jordbruksverkets olika dialoggrupper. Organisationen får inget statligt ekonomiskt stöd, utan finansiering av verksamheten sker via medlemsavgifter och gåvor.
Organisationen anger sig vara en uttalad antivåldsrörelse och anser att varken djur eller människor ska utsättas för våld. Mål för verksamheten uppges vara:
- att få till stånd lagändringar som sätter stopp för plågsamma experiment på djur
- att pälsdjursfarmerna och djurfabrikerna avvecklas
- att djur ska skonas från lidande i alla sammanhang där de nyttjas av människan

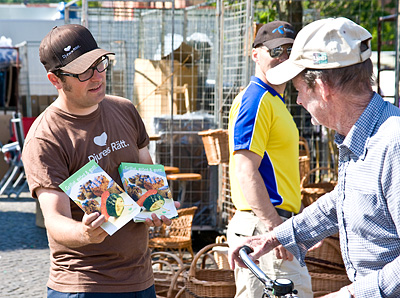
Sommarturné 2009

En viktig del av Djurens Rätts opinionsarbete på gräsrotsnivå sker via en årlig sommarturné.

### Internationellt arbete
Djurens Rätts internationella arbete sker inom ramarna för flera samarbetsorganisationer. En del fokus ligger på arbetet inom EU, då direktiven som utfärdas där påverkar den svenska lagstiftningen. År 2021 var Djurens Rätt medgrundare till bildandet av World Federation for Animals, en global organisation med syfte att påverka djurens välfärd på FN-nivå. I juni 2023 expanderade Djurens Rätt sin verksamhet till Ukraina och under namnet Project 1882.  
- Eurogroup for Animals[18]
- Fur Free Alliance[19]
- Open Wing Alliance[20]
- World Federation for Animals[21]
- Project 1882 [22]

## Publikationer
Djurens Rätt ger ut två tidningar: Djurens Rätt  och Rädda Djuren Klubbnytt. Den förstnämnda utkommer med fyra nr/år. Rädda Djuren Klubbnytt är organisationens juniortidning (0-13 år) och ges ut med fem nr/år. 

## Organisationens ordförande
- 1882–1892 Adolf Leonard Nordwall
- 1892–1900 Georg von Rosen (vice ordförande, då ingen utsågs efter Nordwalls död)
- 1900–1924 Christian Leonard Tenow
- 1925–1932 Axel Blomqvist
- 1932–1933 Borghild Oxenstierna
- 1933–1934 G Halfdan Liander
- 1934–1947 Georg Kronlund
- 1947–1951 Ada Dahlström
- 1951–1976 Johan Börtz
- 1976–1977 Lillemor Holmberg
- 1977–1993 Birgitta Carlsson
- 1993–1998 Kristina Mattsson
- 1998–2000 Roger Pettersson
- 2000–2003 Katherine Lindqvist
- 2003–2007 Per-Anders Svärd
- 2007–2010 Alexandra Leijonhufvud
- 2010–2018 Camilla Björkbom
- 2018–2019 Tina Hogevik
- 2019–2025 Camilla Bergvall
- 2025– Tina Hogevik

## Elna Tenow-priset
Sedan 1987 delar organisationen ut ett pris till en aktör som visat att den kan, vill och vågat bidra till en positiv samhällsutveckling för djuren. Priset hette fram till 2019 Guldråttan.

## Kritik
SVT rapporterade 2017 att Djurens Rätt hade använt bilder i sin kommunikation som har tagits olagligt, och att anställda hos föreningen tidigare dömts för brott relaterade till djurrättsaktivism. I SVT Text hade SVT använt rubriken "Brottslighet präglar Djurens Rätt", en rubrik som senare fälldes som missvisande av Granskningsnämnden för radio och TV. På sin hemsida kommenterade Djurens Rätt det som togs upp i inslaget och förklarade bland annat att brottshändelserna var öppna civil olydnads-aktioner, utan våld och hot, och de skedde för 15–20 år sedan, innan någon av personerna var anställda på Djurens Rätt.